# The War Against Mrs. Hadley
The War Against Mrs. Hadley (br Aço da Mesma Têmpera) é um filme norte-americano de 1942, dos gêneros drama e guerra, dirigido por Harold S. Bucquet  e estrelado por Edward Arnold e Fay Bainter.
O filme recebeu uma indicação ao Oscar de Roteiro Original mais pelo tema -- o esforço de guerra nos EUA -- do que propriamente pelos méritos dramáticos da história.
Ex-estrela da Broadway, Fay Bainter entrega o melhor desempenho de sua carreira. Ela interpreta a Senhora Hadley do título original, uma egoísta que se recusa a ajudar seu país porque não quer abrir mão do conforto pessoal.

## Premiações
| Patrocinador                                  | Prêmio | Categoria               | Situação                    |
| --------------------------------------------- | ------ | ----------------------- | --------------------------- |
| Academia de Artes e Ciências Cinematográficas | Oscar  | Melhor Roteiro Original | Indicado[carece de fontes?] |

## Elenco
| Ator/Atriz       | Personagem                  |
| ---------------- | --------------------------- |
| Edward Arnold    | Elliott Fulton              |
| Fay Bainter      | Stella Hadley               |
| Richard Ney      | Theodore Hadley             |
| Jean Rogers      | Patricia Hadley             |
| Sara Allgood     | Senhora Michael Fitzpatrick |
| Spring Byington  | Cecilia Talbot              |
| Van Johnson      | Michael Fitzpatrick         |
| Isobel Elsom     | Laura Winters               |
| Frances Rafferty | Sally                       |
| Dorothy Morris   | Millie                      |
| Horace McNally   | Peters                      |